# Edel af Flandern
Edel af Flandern (født i 1066 - ca. april 1115) var dronning af Danmark (ca. 1080-1086) og hertuginde af Apulien, Italien (1092-1115 - de sidste fire år som regent). Hun kendes på andre sprog også som Adele eller Adela.

## Familie og opvækst
Edel var datter af Gertrud af Sachsen, regent af Holland (ca. 1030-1113) og Robert 1. (Friseren) af Flandern (ca. 1035-1093).
Edel var barn af Gertruds andet ægteskab til den ambitiøse Robert Friseren. Moderens første ægteskab var til Floris I af Holland som blev myrdet i 1061, og hun var derfor stærkt optaget af at holde på magten i Holland til hendes ældste søn Dirk V af Holland (1052-1091).
I 1072 arrangerede forældrene et ægteskab for halvsøsteren Bertha af Holland (ca. 1055-1093) til Filip 1. af Frankrig således at hun blev dronning af Frankrig. Dette var et led i politiske forhandlinger og familie alliancer på denne tid på samme måde som Adeles ægteskab.
Edel var karolinger, idet hun nedstammede fra Karl den Store via Karl den Skaldede, og capetinger via den franske konge Robert 2. den Fromme. Hun nedstammede også fra Alfred den Store. Hendes faster Matilda var gift med Vilhelm Erobreren og hendes halvsøster Bertha med Filip 1. af Frankrig. Hun var også i familie med de fleste af lederne af det første korstog: Robert 2. af Flandern var hendes bror, Robert 2. af Normandiet hendes fætter, Steffen af Blois, gift med hendes kusine, Adela, og Bohemund var hendes svoger.

## Ægteskab og børn
I ca. 1080 blev Edel gift med Knud den Hellige af Danmark for at danne en dansk–flamsk alliance mod Vilhelm Erobreren, som havde indtaget England i 1066.
Sammen fik parret tre børn, sønnen Karl og tvilling-døtrene Cæcilia og Ingegerd.
1. Karl Danske (den gode) (f. 1083 eller 1085, myrdet i 1127), greve af Flandern, døde ugift og barnløs
2. Cæcilia af Danmark (f. 1085 eller 1086, død efter 1131), gift med Erik jarl af Västergötland og senere jarl af Falster
3. Ingegerd af Danmark (f. 1085 eller 1086), ane til Folkung slægten og gift med Folke den tykke

Efter mordet på Knud den Hellige i 1086, flygtede Edel tilbage til hjemlandet og forældrenes hof med sin søn og efterlod døtrene hos Knuds halvbror Erik Ejegod og svigerinde Bodil Thrugotsdatter. De tog dem formodentlig med til Sverige hvor de senere blev gift.
Da Knud blev helgenkåret, sendte hun smukke gaver til udsmykning af hans helgenskrin i Odense.
I 1092 blev der arrangeret et nyt ægteskab for hende, denne gang med Roger Borsa af Apulien og Calabrien. Med ham fik hun sønnerne Louis (døde som lille, ca. 1094), William 2. af Apulien (f. ca. 1095 eller 1097, død 1127, og Guiscard (døde som barn i 1108).
Da hendes anden ægtefælle døde i 1111, var sønnen umyndig, og hun fungerede som regent i hans sted til hun døde.